# Shallow Life
Shallow Life – piąty studyjny album włoskiego gothic metalowego zespołu Lacuna Coil.

## Lista utworów
Opracowano na podstawie materiału źródłowego.
| Nr  | Tytuł utworu                 | Długość |
| --- | ---------------------------- | ------- |
| 1.  | „Survive”                    | 3:34    |
| 2.  | „I Won't Tell You”           | 3:49    |
| 3.  | „Not Enough"”                | 3:40    |
| 4.  | „I'm Not Afraid”             | 3:22    |
| 5.  | „I Like It”                  | 3:42    |
| 6.  | „Underdog”                   | 3:40    |
| 7.  | „The Pain”                   | 4:00    |
| 8.  | „Spellbound”                 | 3:21    |
| 9.  | „Wide Awake”                 | 3:51    |
| 10. | „The Maze”                   | 3:38    |
| 11. | „Unchained”                  | 3:22    |
| 12. | „Shallow Life”               | 4:00    |
| 13. | „Oblivion” (utwór dodatkowy) | 4:08    |
|     |                              | 48:07   |

## Twórcy
Opracowano na podstawie materiału źródłowego.
| Zespół Lacuna Coil w składzie - Cristina Scabbia, Andrea Ferro – wokal prowadzący - Cristiano Migliore, Marco Biazzi – gitara - Marco Coti Zelati – gitara basowa, instrumenty klawiszowe - Cristiano Mozzati – perkusja |  | Inni - Don Gilmore – produkcja muzyczna, inżynieria dźwięku - Mark Kiczula – asystent inżyniera dźwięku - Ted Jensen – mastering (Sterling Sound Studio, Nowy Jork) - Chris Denner – zdjęcia |